# Tausa
Tausa è un comune della Colombia facente parte del dipartimento di Cundinamarca.
Il centro abitato venne fondato da Luis Henriquez nel 1600.